# ایکدا موتوسوکه
ایکدا موتوسوکه، ایکدا یوکی‌سوکه (به ژاپنی: 池田元助); سامورایی، دایمیو اهل ژاپن در اواخر دوره سنگوکو و اوایل دوره ادو بود. وی پسر ارشد ایکدا تسونه‌اوکی بود.